# 静岡市立清水桜が丘高等学校
静岡市立清水桜が丘高等学校（しずおかしりつ しみずさくらがおかこうとうがっこう）は、静岡県静岡市清水区にある公立の高等学校。

## 概要
2005年3月に静岡県・静岡県教育委員会が公表した「静岡県立高等学校第二次長期計画」と2007年10月に静岡市・静岡市教育委員会が公表した「静岡市高等学校基本計画」及び「静岡市内の公立高等学校の共同再編計画」、「静岡市内の公立高等学校の共同具体構想」に基づき、静岡市立清水商業高等学校と静岡県立庵原高等学校を再編整備して開設された静岡市立の高等学校である。上位自治体（県）立校と下位自治体（市）立校の統合による下位自治体立校という珍しい例となっている（同じ年に開校した駿河総合高等学校のように、違う自治体立校の統合による新校は、上位自治体立となるのが一般的）。

## 設置学科
- 普通科 （2年次より文系と理系に分かれる）
- 商業科

## 沿革
- 2013年3月11日 - 校歌制定 作詞：三木卓 作曲：川辺真
- 2013年4月1日 - 清水商高、庵原高校が統合し開校
- 2013年4月11日 - 開校式を挙行
- 2026年4月1日 - 男子の学ラン･女子のブラウススタイルから男女共通のブレザースタイルに切り替わり、ジェンダーレスな制服･スカートとパンツの自由選択へと生徒の自主性を尊重する様に制服がリニューアルされる予定

## アクセス
- しずてつジャストライン市立病院線 ｢桜橋駅・桜が丘高校｣停留所から、徒歩2分
- 静岡鉄道桜橋駅から、徒歩5分

## 出身者
- 大石竜平 - サッカー選手
- 野村裕樹 - プロ野球選手
- 山田大貴 - バレーボール選手（東レアローズ）